# Серый бугор

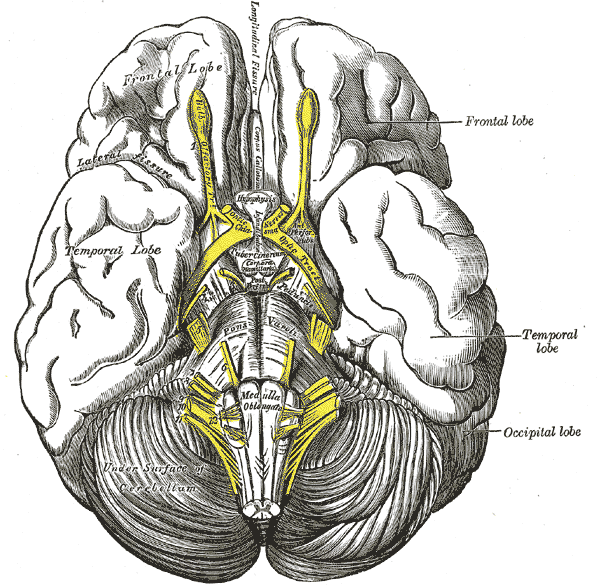
Серый бугор (tuber cinereum) над сосцевидными телами (corpora mamillaria)

Серый бугор (лат. tuber cinereum) — участок гипоталамуса, образующий полый выступ нижней стенки третьего желудочка, расположенный впереди сосцевидных тел и соединяющийся посредством воронки с гипофизом.

## Структура и функции
В сером бугре залегают серобугорные ядра:
- tuberal nucleus
- tuberomamillary nucleus[1]

Эти ядра функционально относятся к высшим вегетативным центрам и влияют на обмен веществ и теплорегуляцию.

### Nucleus tuberculomammilaris
Nucleus tuberculomammilaris (англ. tuberomammillary nucleus (TMN)) являются единственным источником гистамина в мозге.

## Дополнительные изображения

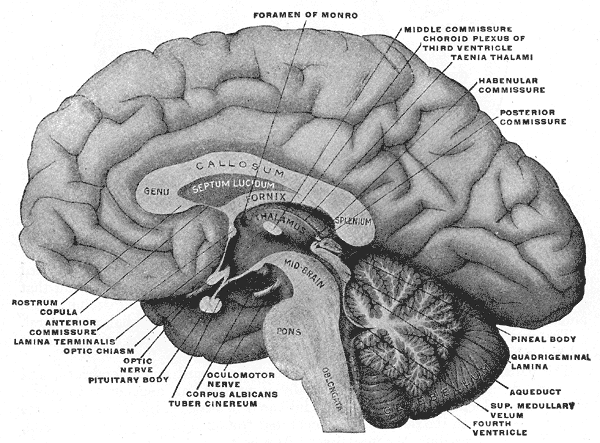
Головной мозг на срединном продольном разрезе.
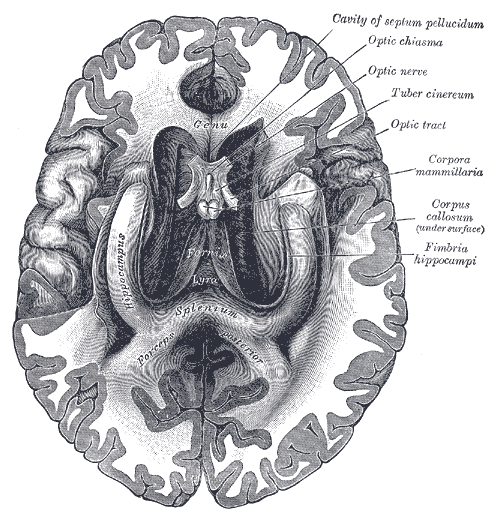
Свод и мозолистое тело снизу.